# Louise Wagner (Choreografin)
Louise Wagner (* 1981 in Wien) ist eine deutsch-französische Choreografin und Tänzerin.

## Leben
Louise Wagner, die Tochter der Richard-Wagner-Ur-Enkelin Nike Wagner, studierte Bühnenbild und Freie Künste an der Akademie der bildenden Künste Wien und der Hochschule für bildende Künste Hamburg. Gleichzeitig machte sie eine Tanzausbildung an der Contemporary Dance School Hamburg. 2010 schloss sie ihr Choreographie-Studium an der Hochschule für Schauspielkunst „Ernst Busch“ Berlin mit einem Diplom ab.
Wagner lebt und arbeitet als freischaffende Choreografin in Berlin. Sie hat einen Sohn mit dem Namen Balthasar.

## Projekte
- 2006: Choreographie und Tanz zu der Ton-, Raum-Installation „Serpentinata“ von Bernhard Leitner im Rahmen des Klangkunstfestivals Sonambiente,[3] Berlin
- 2007: Choreographie: „Pop modern times“ BAT, Maxim Gorki Theater, Berlin
- 2007: Choreographie und Tanz: „Omeros“ in Zusammenarbeit mit dem Solistenensemble „Kaleidoskop“[4] und dem Regisseur Alexander Charim[5] für das Poesiefestival Kulturbrauerei,[6] Berlin
- 2007: Installation und Choreographie im Rahmen des Licht-Klang-Festival transNATURALE,[7] Uhyst.
- 2007: Choreographie und Raumgestaltung für „Battle Royale“, Konzert mit dem Solistenensemble „Kaleidoskop“,[8] Berlin
- 2008: Choreographie und Regie von Catulli Carmina von Carl Orff mit der Berliner Singakademie, Konzerthaus, Berlin
- 2008: Choreographie bei der „Tanzmedienakademie“[9] im Rahmen des Kunstfestes Weimar[10]
- 2009: Gaststudent/ ’motion bank project’ / Improvisation Technology[11] bei Nik Haffner in Columbus / Ohio State University
- 2010: Teilnahme an dem Projekt: Agora / Feldstärke 2010 am PACT Zollverein, Essen und 104, Paris[12]
- 2010: Diplomarbeit in Choreographie: „Sound / Space / Body A Process“ mit einer Ton-, Raum-Installation von Bernhard Leitner, in Zusammenarbeit mit der „Association of Neuroesthetics“,[13] Uferstudios Berlin,[14] Zentrum für Kunst und Medien, Karlsruhe[15]
- 2010: Konzept und Choreographie zu der Oper Pygmalion von Jean-Philippe Rameau, Off-Festival Aix-en-Provence[16]
- 2011: „Sound / Space / Body A Process“ im Radialsystem V und der St.-Johannes-Evangelist-Kirche (Berlin), Berlin[17]